# Henderson (Pitcairninseln)
Henderson, historisch San Juan Bautista (São João Batista) oder Elizabeth, ist eine Koralleninsel im Südost-Pazifik, die zur Inselgruppe der Pitcairninseln gehört. Die unbewohnte Insel mit einer Länge von zehn Kilometern, einer Breite von fünf Kilometern und einer Fläche von 43 km² gehört zum UNESCO-Welterbe.

## Geologie
Henderson ist ein gehobenes Atoll. Ursprünglich war die Insel – wie viele im Südpazifik – ein klassisches Atoll, d. h. ein Ring von Koralleninseln, der sich um einen vor etwa 13 Mio. Jahren entstandenen, inzwischen im Meer versunkenen Zentralberg vulkanischen Ursprungs gebildet hatte. Durch weitere vulkanische Aktivitäten, die vor 900.000 Jahren zum Entstehen der Insel Pitcairn geführt haben, erfolgte eine Verformung der Erdkruste derart, dass das Henderson-Atoll noch weiter über die Meeresoberfläche angehoben wurde. Dies führte zur Entstehung des für Henderson charakteristischen tafelbergähnlichen Plateaus. Der Hebungsprozess setzt sich mit einer Rate von 0,1 mm pro Jahr noch heute fort. Das Plateau fällt von Norden nach Süden leicht ab. Die höchste Erhebung wurde im Norden mit 33,5 m gemessen. Im nördlichen Drittel der Insel vertieft sich das Plateau in einem Bereich von zwei auf vier Kilometern bis auf 15 Meter über dem Meeresspiegel, der verlandete Überrest der ehemaligen Lagune. Das Inselinnere besteht aus porösem Kalkstein des späten Tertiär und ist stark verkarstet. Der Karst und die scharfkantigen, verwitterten Korallenspitzen machen das Durchqueren von Henderson nahezu unmöglich. Innerhalb einer erdgeschichtlich sehr kurzen Zeit hat sich dann um die Insel ein neuer Korallensaum gebildet.
Auf Henderson gibt es kein offenes Süßwasser. Lediglich am Nordstrand sickert Grundwasser in spärlicher Menge aus. Die Sickerstelle befindet sich jedoch unter dem Meeresspiegel und ist nur bei Niedrigwasser erreichbar. Auch in den Höhlen am Nordstrand gibt es einige wenige Tropfstellen, die von den polynesischen Ureinwohnern genutzt wurden.

## Flora und Fauna
Henderson ist ein Naturreservat und gehört seit 1988 zum Weltnaturerbe der UNESCO.

### Flora
Eine Bestandsaufnahme der Pflanzenwelt im Jahr 1991 von Steve Waldgren und Naomi Kingston vom Trinity College Botanic Garden in Dublin ergab die Zahl von 63 Arten, davon neun endemische.
Die Strandzonen sind oberhalb der Gezeitenbereiche dicht mit Büschen und Kriechpflanzen bewachsen, am Nord- und Weststrand häufig durchsetzt mit Kokospalmen und Pandanusbäumen.
Dahinter erhebt sich das bis zu 30 Meter hohe, verkarstete Plateau aus porösem Kalkstein, in dem das Regenwasser schnell versickert. Die Flora des Plateaus wird dominiert vom buschig wachsenden Baum Pisonia grandis, der zum Teil ausgedehnte Dickichte formt, die stellenweise mit Pandanus durchsetzt sind. Eine ebenfalls verbreitete Pflanze des Plateaus ist der zu den Sapotengewächsen gehörende kleinwüchsige Baum Nesoluma st.-johnianum. Als Unterholz wächst der endemische, zu den Sandelholzgewächsen zählende Busch Santalum insulare hendersonense, der aber auch in den höheren Strand- und unteren Kliffbereichen vorkommt. In den Spalten des Karstes, aber auch in den lichteren Bereichen des Pisonia-Waldes, wächst die epilithische, ebenfalls endemische Pflanze Peperomia hendersonensis, die zu den Pfeffergewächsen gehört.

### Fauna

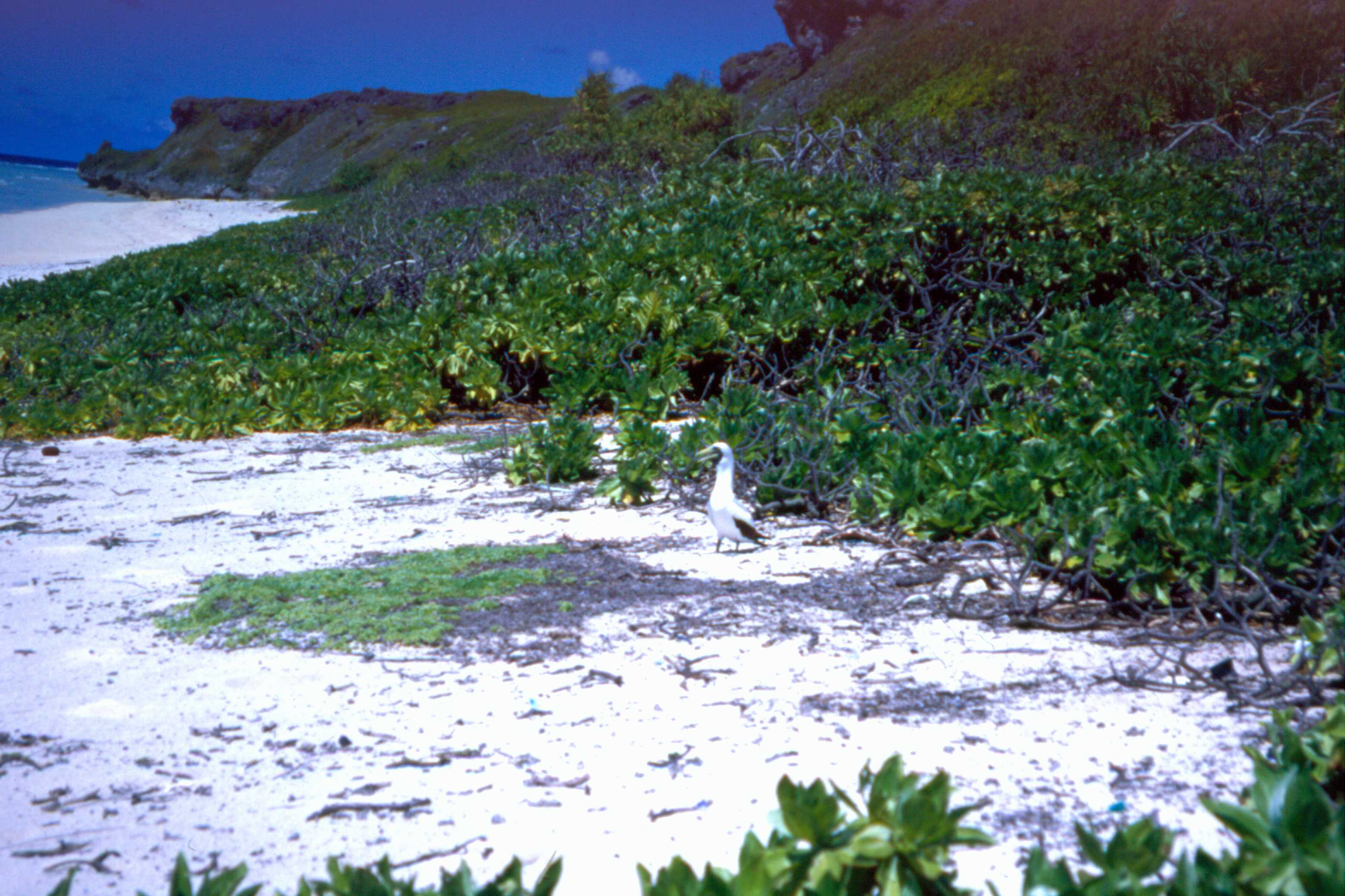
Henderson (Pitcairninseln), Weststrand

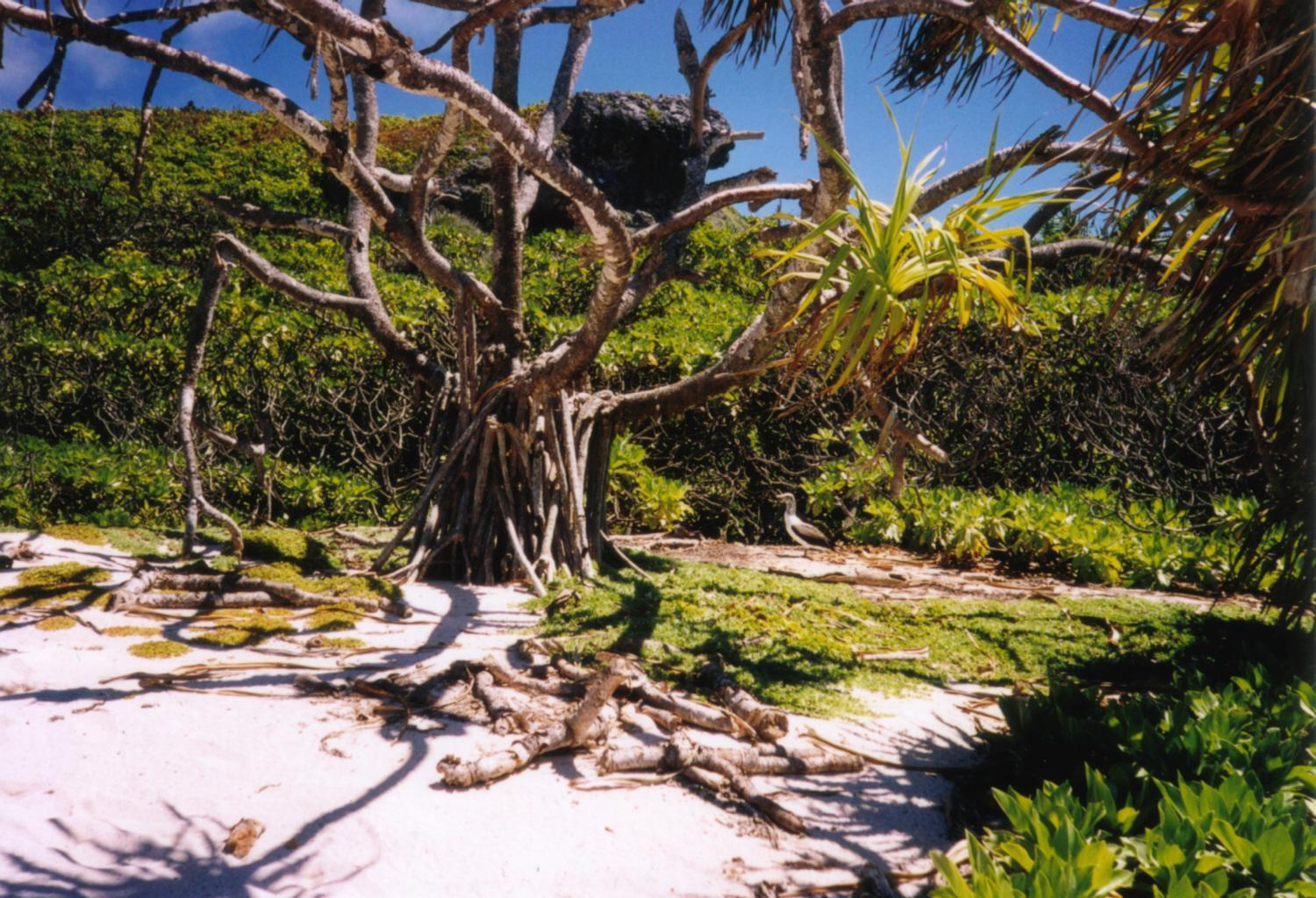
Henderson (Pitcairninseln)

Ebenso wie die Flora ist auch die Fauna von Henderson einzigartig, obwohl – wegen der isolierten Lage am äußersten Ende des biogeografischen Raumes Indo-West-Pazifik – relativ unterentwickelt. Die Landfauna der Pitcairninseln ist westlich orientiert, d. h. die Arten stammen ursprünglich aus dem westpazifischen Raum und sind nach Henderson gelangt, indem sie die weiter westlich gelegenen Inseln als „Trittsteine“ für ihre Verbreitung benutzt haben.
Fast alle an Land vorkommenden Tiere sind indigen oder endemisch, was Henderson zu einem einzigartigen Forschungsraum für Biologen macht. Größere Landtiere gibt es auf Henderson nicht.

#### Vögel
Henderson ist das Brutgebiet zahlreicher Vogelarten. Siebzehn Arten von Seevögeln sind katalogisiert, darunter Feenseeschwalbe (Gygis alba), Bindenfregattvogel (Fregata minor), der zahlreich im Pisonia-Wald des Plateaus nistet, die Brachvogelart Numenius tahitiensis, Noddiseeschwalbe (Anous stolidus) und Rotfußtölpel (Sula sula).
Vier der vorkommenden Landvögel sind endemisch:
- Hendersonsumpfhuhn (Zapornia atra), auch Hendersonralle, ein schwarz-grauer, flugunfähiger Bodenbrüter von etwa 25 cm Länge.
- Silberwangen-Fruchttaube (Ptilinopus insularis), auch Henderson-Fruchttaube oder Silberwangen-Flaumfußtaube – die sich von Fruchtfleisch und Insekten ernährt.[5] Das Gefieder des farbenprächtigen Vogels wurde von den polynesischen Ureinwohnern Hendersons als Schmuck verwendet und auch auf andere Inseln (Mangareva) exportiert.[6]
- Hendersonlori (Vini stepheni) – ein kleiner, hochspezialisierter Papageienvogel aus der Gattung der Maidloris, der sich hauptsächlich vom Nektar zweier Pflanzen ernährt (Scaevola sericea und Timonius polygamus), gelegentlich aber auch als Beikost Pollen, Fruchtfleisch und Insekten zu sich nimmt.[7]
- Hendersonrohrsänger (Acrocephalus taiti), ein Singvogel, der zur Gattung der Rohrsänger gehört.

Wragg und Weisler nannten 1994 vier weitere, inzwischen ausgestorbene Landvogelarten, darunter die Henderson-Erdtaube (Gallicolumba leonpascoi).

#### Reptilien
An Reptilien gibt es auf der Insel einen Skink (Emoia cyanura), einen bisher nicht genau bestimmten Gecko und die Grüne Meeresschildkröte (Chelonia mydas).

#### Insekten
Nicht wenige Insekten-Arten kommen ausschließlich auf Henderson vor, darunter zwei Käfer (Coleoptera). Zwei Arten von Springschrecken, die bei der Bestandsaufnahme 1991 erfasst wurden, waren vorher noch nirgendwo beobachtet worden. Von den sechs auf Henderson registrierten Arten von Gleichflüglern (Homoptera) waren zwei endemisch und eine vorher völlig unbekannt. Auf Henderson gibt es 36 Arten von Zweiflüglern (Diptera), darunter drei endemische. Weiterhin gibt es 53 Schmetterlingsarten (Lepidoptera).

#### Mollusken
Die Hälfte der 16 auf Henderson vorkommenden Landschneckenarten sind endemisch.

#### Säugetiere
Im Allgemeinen ist der Bestand an Säugetieren auf den polynesischen Inseln gering, in der Regel wurden sie vom Menschen eingeführt. Auf Henderson gibt es keine autochthone Art. Die Pazifische Ratte (Rattus exulans) ist das bisher einzige auf Henderson sicher nachgewiesene Säugetier. Sie wurde von polynesischen Siedlern eingeschleppt, die sie als Nahrungstier mitführten. Im August 2011 versuchte die Royal Society for the Protection of Birds die Ratten mit 75 Tonnen an Giftködern auszurotten. Der Versuch misslang, etwa 60 bis 80 Ratten überlebten. Die Population stieg kurz darauf wieder auf geschätzte 50.000 bis 100.000 an.

#### Meeresfauna
Die Strände der Insel, insbesondere der Nordstrand, werden von der Grünen Meeresschildkröte (Chelonia mydas) zur Eiablage aufgesucht. Wie archäologische Funde beweisen, war die Art eine wichtige Nahrungsquelle für die polynesischen Ureinwohner.
Henderson ist ganz von einem Korallenriff umschlossen, das nur zwei schmale Durchlässe im Norden und im Süden aufweist. Auch die Unterwasserfauna konnte sich auf Henderson ungestört entwickeln. 1987 gab es eine wissenschaftliche Bestandsaufnahme der Korallen, es wurden 29 verschiedene Arten registriert. Die Weichtiere (Mollusca) sind mit 320 Spezies besonders artenreich. In den umgebenden Gewässern gibt es zahlreiche Pottwale, der Pazifik zwischen den Marquesas und den Pitcairninseln war im 19. Jahrhundert ein bevorzugtes Ziel für Walfänger.

## Geschichte

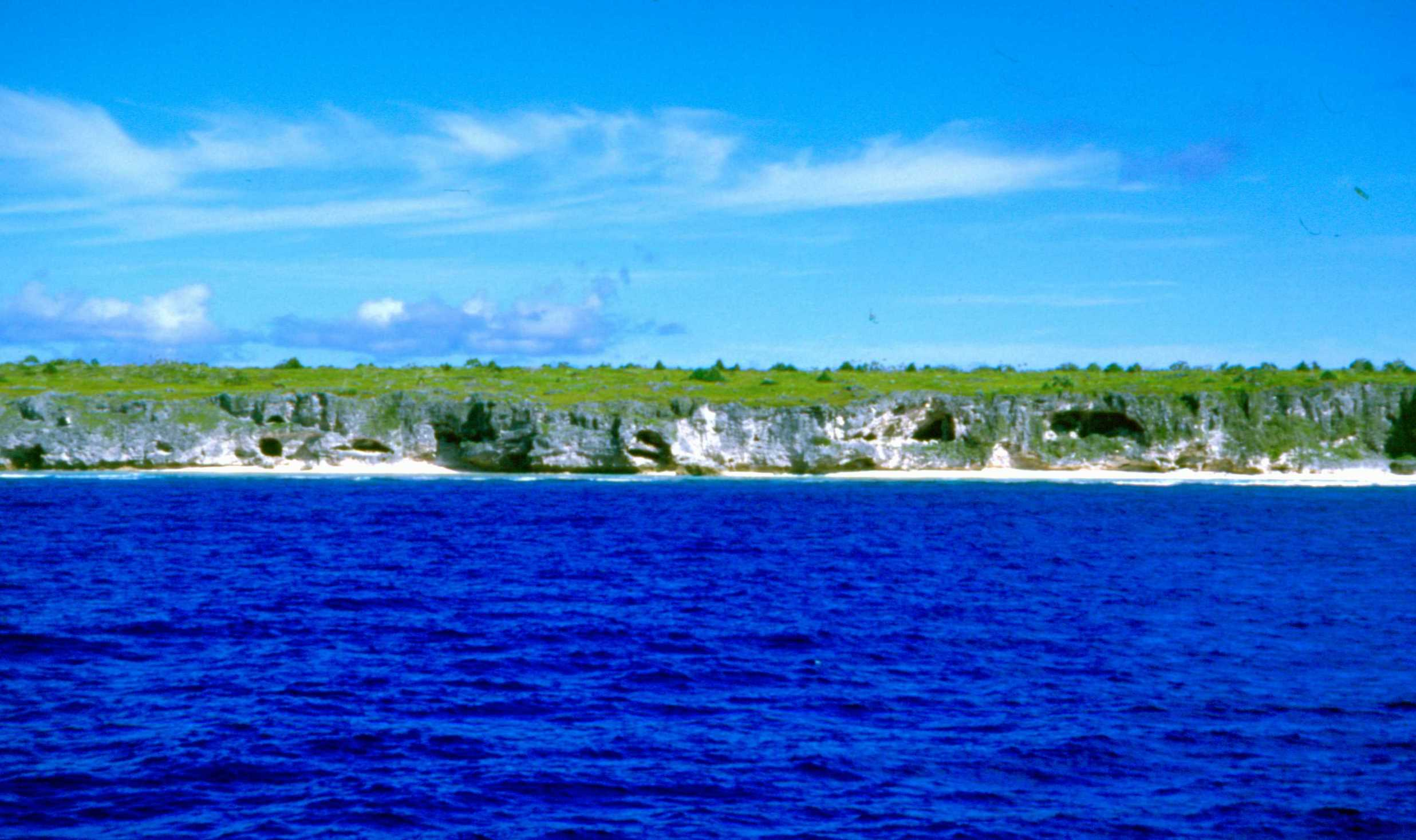
Henderson, Nordstrand mit Wohnhöhlen

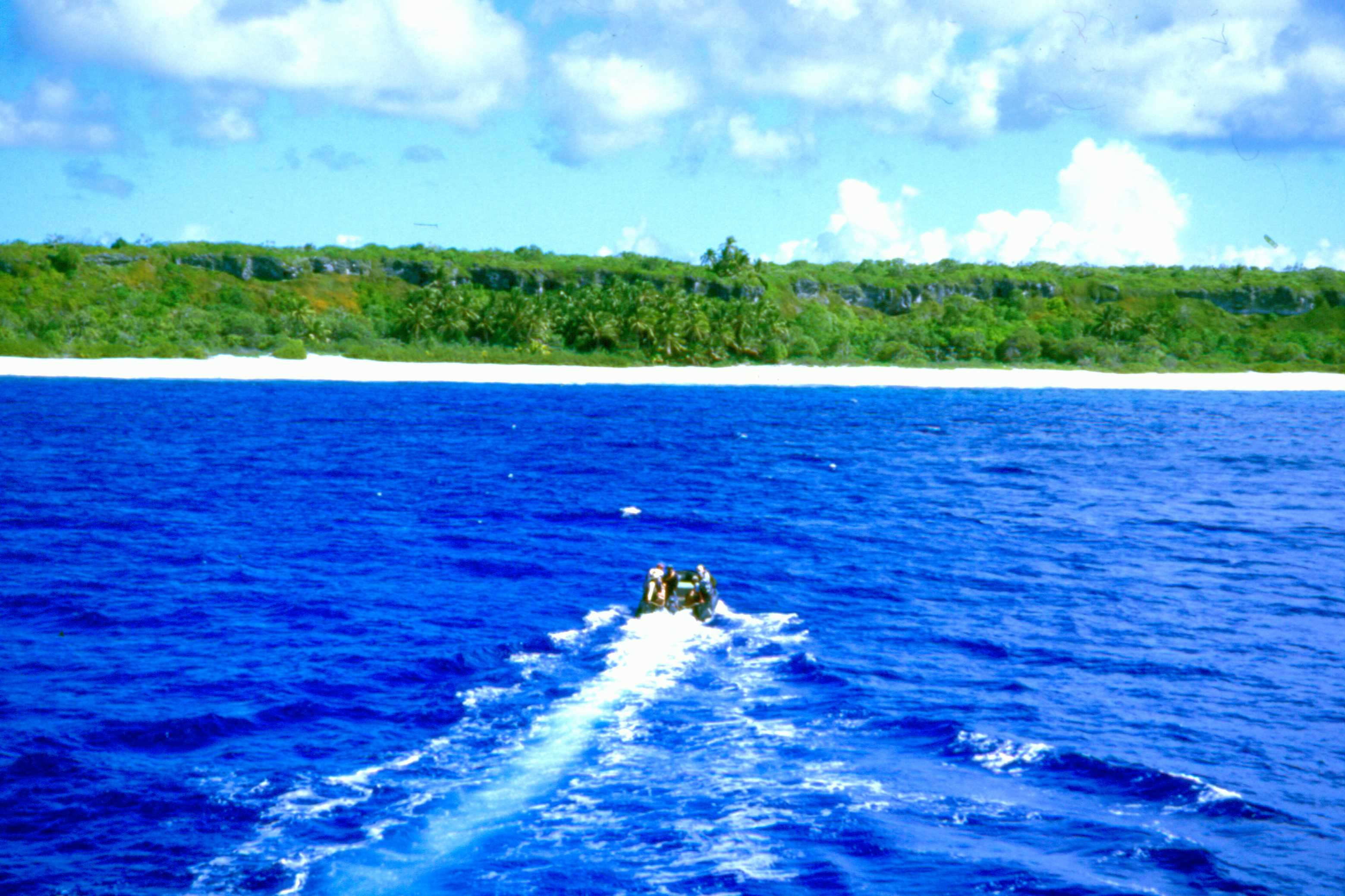
Henderson, Weststrand

Archäologische Funde belegen, dass Henderson zeitweilig von Polynesiern besiedelt war. Die Population dürfte aber nicht mehr als einige Dutzend Personen umfasst haben. Die Befunde datieren die Besiedlung in die Zeit zwischen 1050 (oder vielleicht früher) und 1600 n. Chr. Der Archäologe Marshall Weisler von der University of Otago in Neuseeland hat im Rahmen neuerer Forschungen Handelsbeziehungen zwischen Mangareva, Pitcairn und Henderson nachgewiesen. Seine Forschungen belegen den Export von Austernschalen zur Fertigung von Schmuck und Angelhaken von Mangareva nach Pitcairn und Henderson einerseits und den Import von Steinwerkzeugen aus Pitcairn sowie wahrscheinlich Vogelfedern und Meeresschildkröten aus Henderson andererseits. Das dicht besiedelte Mangareva dürfte die Drehscheibe für diesen Dreieckshandel gewesen sein, der auch die Tuamotu- und Austral-Inseln umfasste. Die Handelsbeziehungen endeten um 1450, die Gründe dafür lassen sich nicht mehr ermitteln. Der Evolutionsbiologe Jared Diamond vermutet in seinem Buch Kollaps eine von Menschen ausgelöste ökologische Katastrophe auf Mangareva als Ursache; Weisler und Walter nennen durch Überbevölkerung und Ressourcenmangel ausgelöste soziale Spannungen als Gründe. Die nun auf sich selbst gestellten Bevölkerungen von Pitcairn und Henderson überlebten wohl noch einige Generationen. Um 1600 wurde Henderson verlassen. Als die Insel erstmals von Europäern aufgesucht wurde, war sie bereits unbewohnt.
Der portugiesische Seefahrer in spanischen Diensten Pedro Fernández de Quirós entdeckte die Insel am 29. Januar 1606 für Europa. Er nannte sie „San Juan Bautista“ nach dem heiligen Johannes dem Täufer und widmete ihr in seinem Bericht nur wenige Zeilen:

„Dieses Land liegt vermutlich 870 Leguas von Lima entfernt. Es hat einen Umfang von 10 Leguas. Es ist massiv, offen, von mäßiger Höhe und hat Baumgruppen auf einer Hochebene. Auch ist es steil und seine Strände sind felsig. Es ist nur von Vögeln bewohnt. Die Breite ist 24° 45′ und wir nannten es ‚San Juan Bautista‘. Da [die Insel] keinen Hafen hat, wo wir Holz und Wasser aufnehmen konnten, setzten wir unsere Reise WNW fort.“

Die Insel geriet bald wieder in Vergessenheit. Am 17. Januar 1819 wurde sie von James Henderson, dem Kapitän des Handelsschiffes Hercules der British East India Company, wiederentdeckt und erhielt ihren jetzigen Namen. Nur sechs Wochen später, am 1. März 1819, erreichte der britische Walfänger Elizabeth unter dem Kommando von Kapitän Henry King die Insel Henderson. Da King von dem vorangegangenen Besuch der Hercules nichts wusste, taufte er die Insel „Elizabeth“, nach seinem Schiff.
Auf Henderson landeten die Schiffbrüchigen des amerikanischen Walfängers Essex aus Nantucket, nachdem ihr Schiff 1820 von einem Pottwal circa 3000 Kilometer nördlich gerammt worden und gesunken war. Sie fanden die Insel unbewohnbar und segelten mit ihren offenen Booten weiter in Richtung Südamerika. Nach einer Fahrt von 7000 Kilometern wurden fünf Überlebende gerettet. Die drei auf Henderson zurückgebliebenen Besatzungsmitglieder konnten 1821 von dem britischen Schiff Surry noch lebend aufgefunden werden, nachdem sie mehr als vier Monate auf der unwirtlichen Insel verbracht hatten. Das später veröffentlichte Tagebuch von Owen Chase, einem Besatzungsmitglied der Essex, bildete die Vorlage für Herman Melvilles berühmten Roman Moby Dick.
Eine kuriose Geschichte, deren Wahrheitsgehalt umstritten ist, ereignete sich in der Zeit des Zweiten Weltkrieges. 1937 hatte der britisch-neuseeländische Leichte Kreuzer Leander die Inseln Oeno, Ducie und Henderson aufgesucht. Um den Anspruch der britischen Krone zu erneuern, hisste man auf Henderson den Union Jack und hinterließ eine Plakette mit der Aufschrift: „This Island belongs to H.B.M. King George VI. It was visited by H.M.S. Leander, August 1937. Signed J.W. Rivett-Carnac, Capt. R.N.“ (Diese Insel gehört Seiner Majestät König Georg VI. Sie wurde am 6. August 1937 von H.M.S. Leander besucht. Gezeichnet: J.W. Rivett-Carnac, Kapitän R[oyal] N[avy]). Als Henderson im Dezember 1940 erneut aufgesucht wurde, war die britische durch die Hakenkreuzflagge ersetzt. Am Strand fand man eine Tafel mit der Aufschrift: „Mit besten Empfehlungen an König Georg VI., diese Insel ist jetzt Eigentum des Großdeutschen Reiches.“ Wer die Tafel und die Fahne hinterlassen hat, ist bis heute nicht geklärt. Zwar wurde Henderson von dem deutschen Hilfskreuzer Atlantis angelaufen, jedoch geschah dies erst im Oktober 1941.
In den 1980er Jahren beabsichtigte der amerikanische Viehbaron, Banker, Bergwerks- und Großgrundbesitzer Arthur M. (Smiley) Ratliff (* 18. Juni 1924 in Grundy, Virginia; † 31. Oktober 2007 in Kingsport, Tennessee) auf Henderson seine eigene Nation zu gründen und einen Flugplatz, eine Siedlung und eine Farm mit Großviehhaltung zu errichten. Die Nominierung zum UNESCO-Welterbe im April 1988 verhinderte die Ausführung dieser Pläne.
Die Insel ist weiterhin unbewohnt. Gelegentlich suchen Pitcairner den Nordstrand auf, um dort das von ihnen so genannte Miro-Holz (Portiabaum Thespesia populnea) und Tau-Holz (Cordia subcordata, Gattung Kordien) für ihre Schnitzereien zu gewinnen. Henderson liegt abseits aller Schifffahrtslinien und ist daher für Touristen kaum erreichbar. Die Insel darf nicht ohne vorherige behördliche Erlaubnis betreten werden.

## Umweltverschmutzung

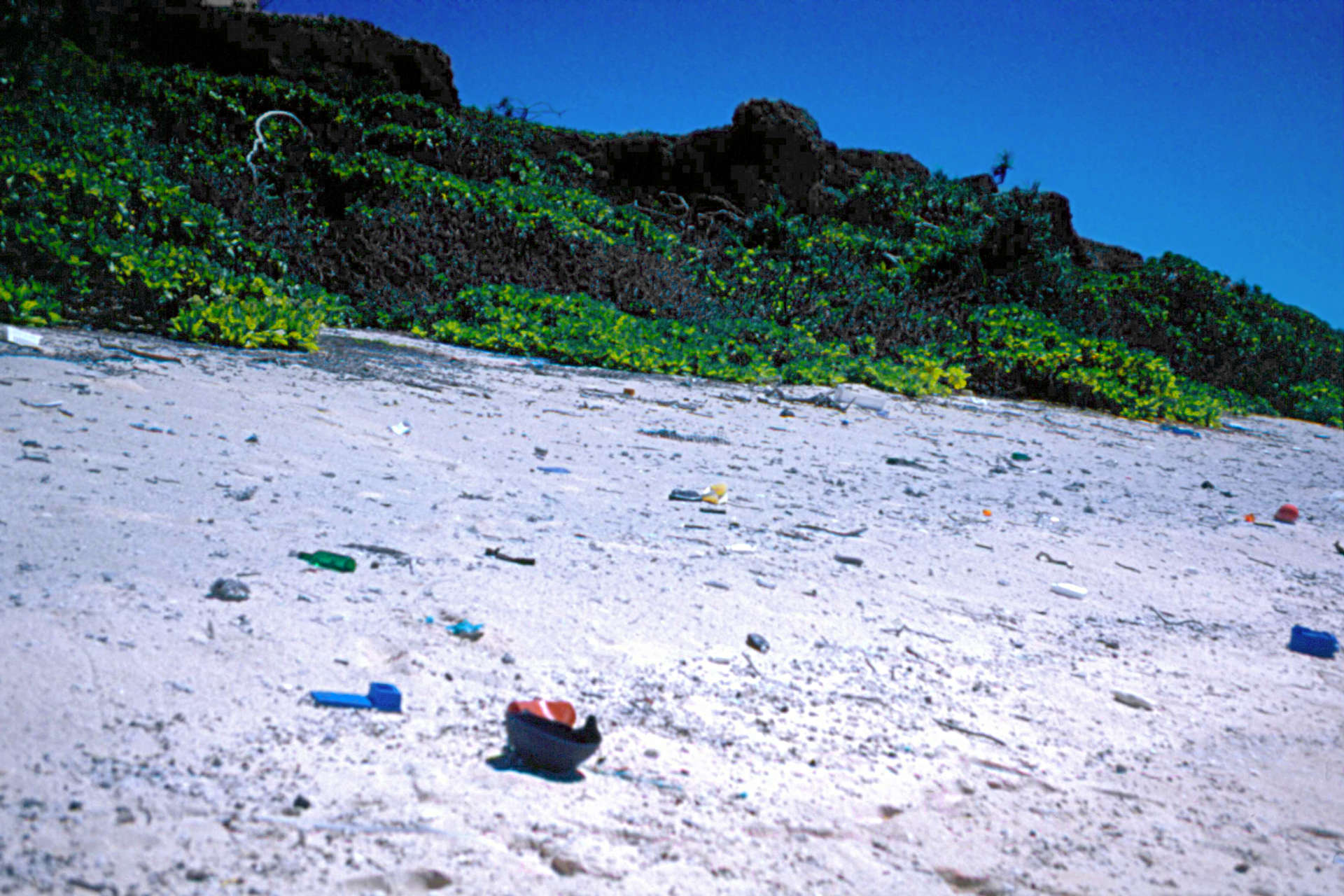
Müllverschmutzter Strand der Insel Henderson

Trotz der sehr abgelegenen Position ist mittlerweile auch Henderson von der globalen Umweltverschmutzung betroffen. Meereswirbel, die Zivilisationsmüll ansammeln, bringen Abfall nach Henderson, der sich auf dem Strand verteilt. Der wesentliche Bestandteil sind Kunststoffteile aller Art, darunter Fischereiabfall (Netze, Seile, Schwimmer) und Plastiktüten. Nach einer Untersuchung von 2017 wurden bis dahin schätzungsweise 37,7 Millionen Teile Müll mit einem Gesamtgewicht von 17,6 Tonnen angespült. Eine neuerliche Expedition von 2019 bestätigte die fortschreitenden Verschmutzungen. Dabei wurden sechs Tonnen Plastikmüll eingesammelt.